# Intraduisibilité
L'intraduisibilité est le caractère d'un texte ou d'un énoncé dans une langue donnée, auquel on ne peut faire correspondre aucun texte ou aucun énoncé dans une autre langue. Ce concept est parfois évoqué au moyen de l'expression italienne Traduttore, traditore (« Traduire, c’est trahir », ou littéralement, « traducteur, traître »).

## Survol
Les mots sont plus ou moins difficiles à traduire selon leur nature et selon l'expérience du traducteur. La polysémie des mots n'est par exemple pas la même dans chaque langue, ce qui permet de jouer sur les connotations implicites de chacune avec pour effet une distorsion de sens involontaire ou non. Cet effet est recherché pour lui-même en poésie mais peut l'être pour ses effets dans le langage politique.
Souvent, quand un texte ou un énoncé est considéré comme « intraduisible », il s'agit plutôt d'une « lacune », c'est-à-dire l'absence littérale d'un mot, d'une expression ou d'une tournure de la langue d'origine dans la langue cible.
Pour combler la lacune, le traducteur peut avoir recours à différents procédés de traduction.

## Procédés de traduction
Parmi les procédés de traduction auxquels un traducteur peut recourir pour combler des lacunes, on trouve :
- le contexte (pour seulement quelques mots dans une phrase) ;
- l'équivalence (utilisé pour les expressions : « tourner autour du pot », « donner sa langue au chat », etc.) ;
- le chassé-croisé : (« He swims across the river » devient « il traverse la rivière à la nage », et non « il nage à travers la rivière »)[note 1] ;
- La traduction littérale (La traduction mot à mot doit aboutir à une phrase ayant du sens : « I left my book on the table downstairs » donne « j'ai laissé mon livre sur la table en bas »).

### Adaptation
Une adaptation, que l'on appelle aussi « traduction libre », est un procédé de traduction par lequel le traducteur remplace la réalité sociale ou culturelle du texte de départ par une réalité correspondante dans le texte d'arrivée. Cette nouvelle réalité sera plus adaptée au public du texte d'arrivée.
Par exemple, dans la traduction anglaise de la bande dessinée belge Les Aventures de Tintin, le compagnon canin de Tintin, Milou devient Snowy ; en néerlandais il se nomme Bobby. De la même façon, les détectives Dupond et Dupont deviennent Thomson et Thompson en anglais, Jansen et Janssen en néerlandais, Schultze et Schulze en allemand et ainsi de suite.
Quand le dramaturge québécois Michel Tremblay adapta la pièce de Gogol, Le Revizor, sous le titre Le gars de Québec, il transposa l'action de la pièce de la Russie à sa province natale.
On rencontre des cas d'adaptation souvent dans la traduction de poésies, d'œuvres théâtrales et de publicités.

### Calque
Un calque est un procédé de traduction par lequel le traducteur traduit une expression ou quelquefois un mot de la langue d'origine littéralement dans la langue d'arrivée, transposant les éléments de l'expression mot à mot.
Le résultat est parfois catastrophique : dans L'Empire contre-attaque, la phrase anglaise This is why your friends are made to suffer (« C'est pourquoi on fait souffrir tes amis ») devient, en version française, C'est pourquoi tes amis sont faits pour souffrir, ce qui n'a évidemment pas le même sens et induit une sorte de fatalité comme “génétique” de leur souffrance, où l'auteur de la torture se trouve disculpé de son crime alors que la vraie traduction le lui attribue au contraire clairement, et le lui laisse assumer.

### Compensation
Une compensation est un procédé de traduction par lequel le traducteur contourne des difficultés stylistiques dans le texte de départ en introduisant des effets stylistiques ailleurs dans le texte d'arrivée.
Par exemple, bien des langues possèdent deux formes de pronom à la deuxième personne : une informelle et une formelle (en français, tu et vous, en espagnol, tú et Usted, en allemand, du et Sie, pour ne nommer que ces exemples). En anglais, la distinction T(u)-V(ous) n'existe plus, ce qui oblige le traducteur à recourir à une compensation, soit en utilisant des prénoms ou un surnom, soit en utilisant des formulations syntaxiques considérées comme informelles en anglais (I'm, you're, gonna, dontcha, etc.).
Voir aussi Myron Tribus#Citations.

### Emprunt
Un emprunt est un procédé de traduction par lequel le traducteur utilise un mot ou une expression du texte de départ tel quel.
Un emprunt s'écrit normalement en italique s'il n'est pas considéré comme ayant été intégré dans la langue d'arrivée.

### Périphrase
Une périphrase est un procédé de traduction par lequel le traducteur remplace un mot du texte de départ par un groupe de mots, ou par une expression, dans la langue cible. Exemple : la traduction du substantif anglais brinkmanship par « stratégie du bord de l’abîme ».

### Note du traducteur
Une note du traducteur, abrégée en NDT, est une note que le traducteur ajoute pour fournir de l'information qu'il considère utile sur les limites de la traduction, la culture du texte de départ, ou toute autre information.

## Intraduisibilité de la poésie et des calembours
Deux champs où les textes frôlent le plus l'intraduisibilité sont la poésie et les calembours : la poésie, par l'importance qu'y jouent le signifiant des mots, notamment les sonorités (la rime) et les rythmes de la langue source ; et  les calembours, par le fait qu'ils sont intimement liés au génie de la langue source, et que le jeu sur les mots fait intervenir souvent des homophonies, des paronymies ou des connotations, des allusions qui n'existent que dans la langue source ou ne sont perceptibles que dans la culture d'origine.
Cela dit, bien des procédés de traduction mentionnés peuvent s'utiliser dans de tels cas. Par exemple, un traducteur peut introduire un nouveau calembour ailleurs dans le texte pour « compenser » un calembour « intraduisible » : c'est parfois le cas des traductions des aventures d'Astérix, lesquelles regorgent en français des calembours typiquement franco-latins de René Goscinny.

## Quelques exemples de mots intraduisibles directement en français
| Mot                  | Origine           | Tentative de traduction                                                           |
| -------------------- | ----------------- | --------------------------------------------------------------------------------- |
| Heimweh              | allemand          | Le mal du pays, voir aussi Heimat                                                 |
| Mudit                | sanskrit          | Le bonheur qu'il y a à voir l'autre heureux                                       |
| Tartle               | gaélique écossais | Le fait d'hésiter car on a oublié le nom de la personne qu'on tente de présenter  |
| Gigil                | filipino          | L'envie irrésistible de pincer quelqu'un de trop mignon                           |
| Waldeinsamkeit       | allemand          | L'harmonie éprouvée avec la nature quand on se promène dans une forêt             |
| voorpret             | néerlandais       | Le plaisir d'anticiper quelque chose d'agréable qui va venir prochainement        |
| こもれび ou 木漏れ日 | japonais          | La lumière du soleil qui arrive à franchir la barrière des feuilles de la canopée |
| kalsarikännit        | finnois           | Se prendre une cuite en solitaire chez soi en sous-vêtements                      |
| Pålegg               | norvégien         | Ce qu'on peut mettre comme accompagnement sur une tranche de pain                 |
| Lagom                | suédois           | Le fait de satisfaire tout le monde en moindre mal                                |
| abbiocco             | italien           | Le besoin de sieste après un repas copieux                                        |
| abschrecken          | allemand          | Le fait de passer un aliment juste cuit à l'eau froide                            |

Les mots du tableau ci-dessus sont en fait difficiles à traduire concrètement par un seul mot dans une autre langue, parce qu'ils sont liés à une habitude ou une coutume particulière qui n'existe pas forcément ailleurs que là où ils sont nés, ou pas sous cette forme (au moins grammaticale). Le choix qui est fait est alors de les traduire par une périphrase qui explicite le contexte de sens.

## Les intraduisibles “par essence”

### Principe
Un cas un peu différent est celui des mots considérés comme définitivement intraduisibles “par essence”, même par une simple périphrase, parce qu'ils expriment un concept tout à fait original et fortement lié à une identité culturelle précise et à un contexte historique et géographique fortement enraciné, en lien notamment avec un état d'âme, ou avec l'“âme” d'un peuple ou d'une musique, ou encore avec un concept dense et central d'un système philosophique... Si bien que le mot étranger est importé directement dans la langue d'accueil en tant que notion particulière sans équivalent traduit satisfaisant, donnant lieu à une version particulière du phénomène de l'emprunt linguistique, sans modification morphologique ; ce processus d'emprunt est relativement fréquent et relativement réciproque dans toutes les langues vivantes. Et donc l'emprunt linguistique se présente comme une version plus pérenne de l'emprunt lexical utilisé ponctuellement par le traducteur comme on l'a vu plus haut. 
Tout se passe comme si un nom commun voyait son signifié se stratifier et sa symbolique devenir tellement riche, et particulière dans sa langue d'origine, ou dans l'idiolecte et le système d'un philosophe, ou encore voyait sa dimension littéraire tellement surdéterminée, qu'il ne rencontre aucun équivalent satisfaisant dans les autres langues et qu'il devient un peu comme un nom propre, et à ce titre nécessairement intraduisible dans une autre langue et in-substituable même dans sa langue d'origine, désignant une réalité devenue unique :  il se produit alors comme une antonomase inversée, en quelque sorte.

### Exemples
C'est le cas notamment du mot espagnol duende (le "démon de l'inspiration" dans l'art flamenco), importé tel quel en anglais (en 1993) et en français (1996) ; en effet, comme le dit Anne-Sophie Riegler dans sa thèse : Les enjeux d’une esthétique du flamenco : étude analytique et critique du duende : « le topos veut que le duende, parce qu'irrationnel et idiosyncrasique, constituerait une réalité indicible transcrite [directement] par un terme intraduisible ». C'est le cas d'autres mots comme le spleen (notamment chez Baudelaire), ou comme la saudade luso-brésilienne, ou encore le feeling, le swing en musique…
On peut noter que c'est souvent déjà le cas pour des concepts originaux importés directement des langues et philosophies étrangères comme l'ubuntu de Mandela (solidarité nécessaire de l'humanité ou "intrication" de l'espèce) ou l'ahimsa des philosophies indiennes (respect de la vie ou non-violence absolue), ou le cogito de Descartes ("je pense", ou conscience intime d'être et d'exister du "je" qui pense) ou encore le Dasein de Heidegger (l'« être-là » conscient de sa mort et aussi d'être-au-monde). C'est aussi souvent le cas des courants littéraires, artistiques ou musicaux originaux, désignés sans traduction, comme le Nouveau Roman français ou la Nouvelle Vague du cinéma français, ou la Bossa Nova (littéralement "nouvelle vague" en français, justement : ne pas traduire pour ne pas confondre !) de la musique brésilienne, ou encore la Nueva Canción du Chili. Et c'est bien sûr le blues, singulier pluriel en français qui désigne à la fois un état d'âme mélancolique et "cafardeux" comme le spleen et la saudade justement, et aussi un genre musical de la complainte existentielle des afro-américains du sud des États-Unis issus des chants de travail et des negro spirituals des anciens esclaves, subissant alors encore la ségrégation raciale aux États-Unis.

### Théorie de l'intraduisibilité
Barbara Cassin, à la tête de son équipe de chercheurs, a fait une recension à la fois linguistique et philosophique de ces intraduisibles “par essence” dans son ouvrage : Vocabulaire européen des philosophies. Dictionnaire des intraduisibles, où elle interroge le concept d'intraduisibilité tant en compréhension, le reliant à différentes théories de la traduction, qu'en extension, étudiant de nombreux exemples de mots dits intraduisibles dans plusieurs langues européennes.
Dix ans après, elle élargit sa réflexion sur le thème de l'intraduisibilité, à partir de l'expérience de la traduction justement, ou plutôt de la réinvention en d'autres langues du Dictionnaire des intraduisibles, dans un nouvel ouvrage collectif : Philosopher en Langues: Les Intraduisibles en Traduction.

## Un contre-exemple étonnant
Un roman qui peut paraître intraduisible est La Disparition, de Georges Perec, qui ne comporte pas une seule fois dans son texte la lettre e. Cette traduction a cependant été réalisée, y compris en anglais (A Void par Gilbert Adair, 1995) où cette lettre est encore plus fréquente qu'en français. Dans d'autres langues, la traduction n'a pu être réalisée qu'en omettant une autre voyelle (a en espagnol, i en japonais, o en russe).